# Елагин, Владимир Васильевич
Влади́мир Васи́льевич Ела́гин (род. 20 апреля 1955) — государственный деятель России, в 2000—2002 годах — министр Российской Федерации по координации деятельности федеральных органов исполнительной власти по социально-экономическому развитию Чеченской Республики, в 1991—1999 годах — губернатор Оренбургской области.

## Биография
Родился 20 апреля 1955 года в с. Добринка Александровского района Оренбургской области. Отец — школьный учитель, мать — лаборант.

### Образование
В 1977 году окончил факультет промышленного и гражданского строительства Оренбургского политехнического института.
Работал мастером строительного управления треста «Оренбургнефтегазстрой», главным инженером строительного управления сельского хозяйства в Александровском районе Оренбургской области. Находился на комсомольской работе — командир областного студенческого строительного отряда, с 1986 по 1990 год — первый секретарь Оренбургского обкома ВЛКСМ.

### Политическая деятельность
В 1990 году был избран первым секретарем ЦК ЛКСМ России.
Состоял в КПСС до августа 1991 года.
24 октября 1991 года назначен указом Президентом Российской Федерации на должность главы администрации Оренбургской области, в декабре 1995 года победил на выборах Главы администрации Оренбургской области.
В декабре 1993 года был избран в Совет Федерации. С января 1996 года по должности входил в Совет Федерации второго созыва, был членом Комитета по делам СНГ.
В 1999 году лидировал по итогам первого тура губернаторских выборов, состоявшегося 19 декабря, но уступил победу во втором туре 26 декабря.
С августа по ноябрь 2000 года — первый заместитель председателя Государственного комитета Российской Федерации по строительству и жилищно-коммунальному комплексу. С ноября 2000 года по ноябрь 2002 года был министром Российской Федерации по социально-экономическому развитию Чеченской Республики.
Президент ЗАО «Региональные энергетические системы» (Москва) по 10.01.2017.
Согласно сведениям ФНС Генеральный Директор ООО «АЛАТЫРЬ» с 25.11.2015, Генеральный директор ООО «ГТМГРУПП» с 28.10.2014, учредительООО "КОМБИНАТ ШКОЛЬНОГО ПИТАНИЯ «ПОДРОСТОК» (Оренбург)
Являлся членом Оргкомитета, затем Федерального совета движения «Наш дом — Россия», был одним из основателей регионального движения «Возрождение Оренбуржья»

## Награды
- Орден Дружбы народов (1986)
- Орден святого благоверного князя Даниила Московского II и III степени